# 1930년대 소련 대기근

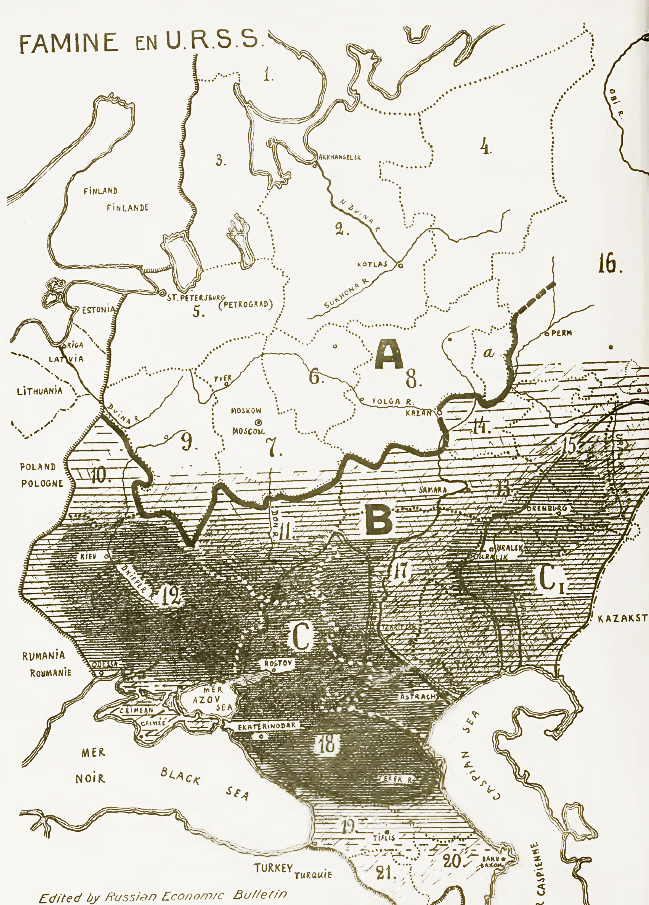
1933년 소련의 기근 현황도. 색이 짙을수록 파멸적인 영향을 받은 곳이다. A 지역은 곡물 소비지역, B 지역은 곡물 생산지역, C 지역은 코사크가 살던 지역이다.

1930년대 소련 대기근은 1932년에서 1933년까지 소련의 곡물생산지역(우크라이나, 북캅카스, 볼가강 유역, 카자흐스탄, 우랄산맥 남부, 시베리아 서부 등지)을 덮쳐 수백만 명을 아사시킨 대기근이다. 일각에서 이오시프 스탈린 정부의 집단살해로도 여기는 우크라이나 대기근(홀로도모르)과 카자흐 대기근도 그 일부다. 우크라이나에서만 330만-390만 명, 카자흐스탄에서만 200만 명(카자흐인의 40%)이 사망한 것으로 추산된다.
정확한 사망자 수는 기록의 미비로 인해 알 수 없으나, 우크라이나인이 많이 사는 쿠반 지역을 포함시킬 경우 사망자 수가 급격히 치솟는 경향이 있다. 2007년 데이비드 마플스가 추산한 수치에서는 우크라이나에서만 750만 명이 죽었고 그 중 우크라이나인은 400만 명이라고 추산했다. 2010년 키예프 항소심재판소에서 발견한 바에 따르면 이 기근으로 인한 인구 손해는 직접 굶어 죽은 사람 390만 명에 출산율 감소로 인한 610만 명까지 합쳐서 1000만 명에 이른다.
기근의 주요 원인으로는 제1차 5개년 계획의 농업 집산화정책을 강제한 것, 농업 노동력이 감소한 것, 그리고 여러 차례의 가뭄 등이 꼽힌다. 일부 역사학자들은 이것이 우크라이나인과 카자흐인이라는 민족에 대한 인종청소를 위한 의도적 행위였다고 보는 반면, 이에 반대하는 의견도 적지 않다.:507 카자흐스탄 지역에서는 러시아 내전기에 있었던 튀르케스탄 대기근의 영향까지 더해져서 소련 체제가 세워지고 15년 만에 인구의 절반 이상이 죽었고, 카자흐스탄에서 카자흐인이 정작 소수민족(38%)이 되는 결과를 낳았다.
이 사태를 소련 밖에 처음 알린 사람은 가레스 존스였다.

## 같이 보기
- 소련의 국민경제 5개년 계획